# Lucile Lefevre
Lucile Lefevre (ur. 10 listopada 1995) – francuska snowboardzistka, specjalizująca się w konkurencjach: half-pipe, slopestyle oraz big air.

## Kariera
W Pucharze Świata regularnie pojawia się od sezonu 2011/2012. Już w debiutanckim sezonie wygrała swoje pierwsze zawody tej rangi, zajmując pierwszą pozycję w konkursie halfpipe’a w fińskiej Ruce.
W styczniu 2012 roku zdobyła brązowy medal w halfpipie podczas zimowych igrzysk młodzieży w Innsrucku. Podczas mistrzostw świata juniorów w 2012 oraz 2013 roku zdobywała również brązowe medale w halfpipie. W marcu 2017 roku wystąpiła na mistrzostwach świata w Sierra Nevada, w których była 32. w slopestyle'u oraz 20. w big air. Rok później zadebiutowała na igrzyskach olimpijskich w Pjongczangu, w których zakończyła rywalizację na 25. lokacie w slopestyle'u.

## Sukcesy

### Igrzyska olimpijskie
| Miejsce | Dzień     | Rok  | Miejscowość | Konkurencja | Zwyciężczyni   |
| ------- | --------- | ---- | ----------- | ----------- | -------------- |
| 25.     | 12 lutego | 2018 | Pjongczang  | Slopestyle  | Jamie Anderson |

### Mistrzostwa świata
| Miejsce | Dzień    | Rok  | Miejscowość   | Konkurencja | Zwyciężczyni         |
| ------- | -------- | ---- | ------------- | ----------- | -------------------- |
| 32.     | 11 marca | 2017 | Sierra Nevada | Slopestyle  | Laurie Blouin        |
| 20.     | 17 marca | 2017 | Sierra Nevada | Big air     | Anna Gasser          |
| 24.     | 12 marca | 2021 | Aspen         | Slopestyle  | Zoi Sadowski-Synnott |
| 26.     | 16 marca | 2021 | Aspen         | Big air     | Laurie Blouin        |

### Puchar Świata

#### Miejsca w klasyfikacji generalnej
- sezon 2011/2012: 5.
- sezon 2012/2013: 107.
- sezon 2013/2014: 50.
- sezon 2014/2015: –
- sezon 2015/2016: 32.
- sezon 2016/2017: 23.
- sezon 2017/2018: 61.
- sezon 2018/2019: 27.
- sezon 2019/2020: 27.

#### Miejsca na podium w zawodach
1. Ruka – 17 grudnia 2011 (halfpipe) - 1. miejsce
2. Secret Garden – 21 grudnia 2018 (slopestyle) - 3. miejsce